# Mark Lehner
Mark Lehner es un arqueólogo y  egiptólogo estadounidense. Doctor en Egiptología por la Universidad de Yale desde 1990, es profesor ayudante visitante de Arqueología Egipcia en el Instituto Oriental de la Universidad de Chicago, e Investigador asociado en el Semitic Museum de la Universidad de Harvard. Actualmente, es Director de las excavaciones de la meseta de Guiza, donde ha encontrado, en el curso de sus excavaciones, abundantes restos arqueológicos de lo que parecen ser las tiendas, casas, talleres, hogares y lugares donde se preparaba la comida de los obreros que trabajaron como constructores, así como un enorme cementerio donde yacen los sepulcros con los restos de cientos de personas enterradas junto a las grandes pirámides, en su mayoría obreros y sus familias.
Mark Lehner visitó por primera vez Egipto como turista y estudiante en 1972. Sugestionado entonces por los misterios del llamado “profeta durmiente”, Edgar Cayce, Lehner constató que sus conceptos con respecto a la antigua civilización del valle del Nilo no podían satisfacerse ante la presencia de la Gran Esfinge existente en la meseta de Guiza ni en sus observaciones personales sobre las grandes pirámides. En 1973, se graduó en Antropología por la Universidad Americana de El Cairo, comenzando sus primeros trabajos como arqueólogo en diferentes excavaciones financiadas por británicos, franceses, alemanes y norteamericanos. De 1979 a 1983 dirigió el Proyecto del Templo de Isis y la Esfinge, y desde 1984 es director del Proyecto internacional de cartografía de la meseta de Guiza, conocido como Giza Plateau Mapping Project. 
Paulatinamente, se orientó hacia el método científico; su tesis de doctorado, dirigida por  Williams Kelly Simpson, y presentada en 1990, fue Arqueología de una imagen: La Gran esfinge de Giza. Defensor de la investigación arqueológica interdisciplinaria, trata siempre de obtener una visión general de un yacimiento arqueológico desde diferentes vertientes.

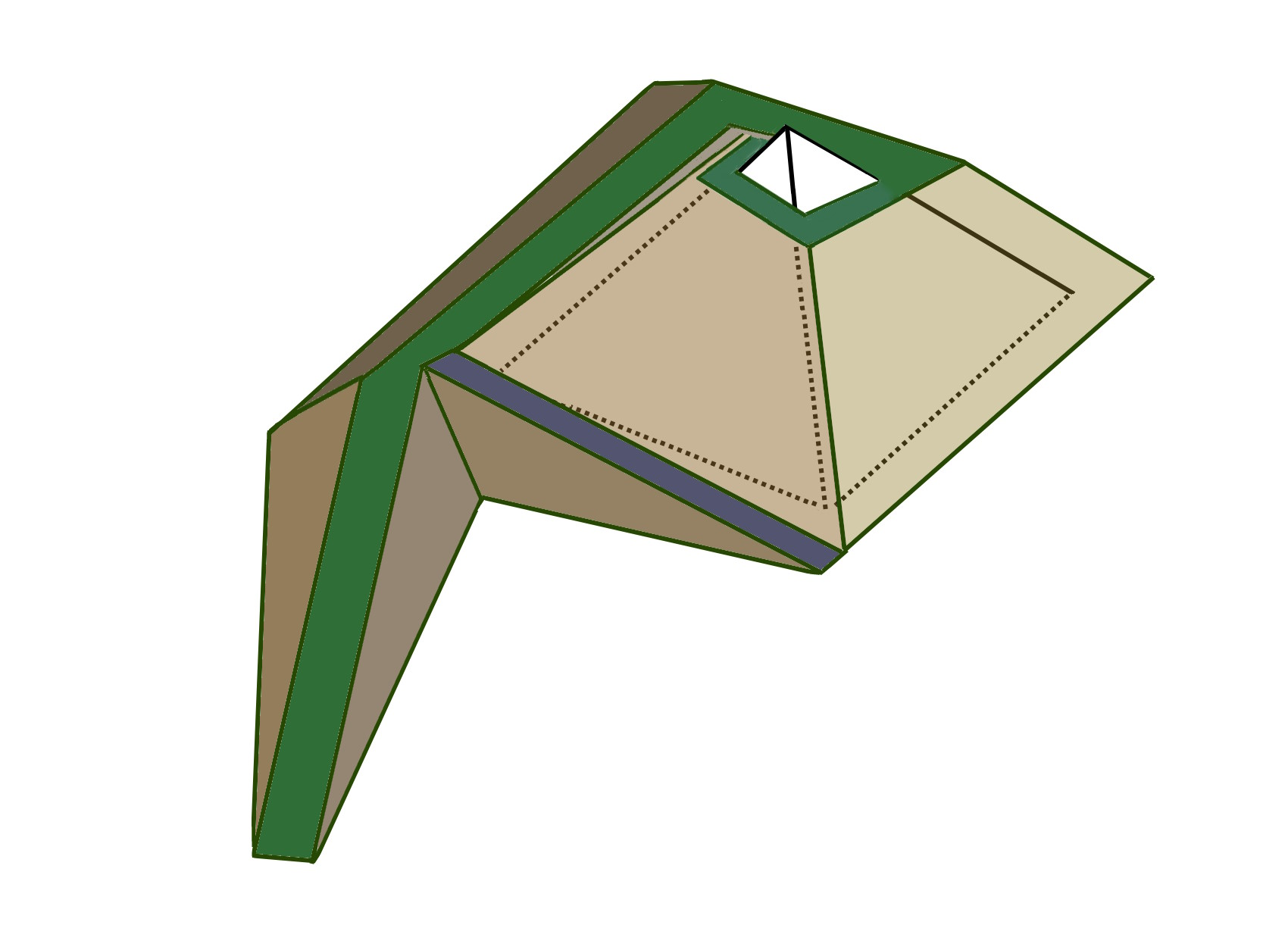
Modelo de rampa de Mark Lehner

En 1985 publicó una propuesta para construir la Pirámide de Keops usando dos rampas. La rampa exterior comienza en el sur en las canteras y conduce a la esquina suroeste de la pirámide. La segunda rampa comienza en la esquina sureste y desemboca en la rampa exterior. Desde el punto de confluencia, la rampa sube en espiral.

## Publicaciones
Su libro, Todo sobre las Pirámides, es un penetrante estudio de los lugares donde se erigieron las pirámides más importantes del antiguo Egipto, donde relata los rituales y mitología que envuelven la muerte y el entierro de los faraones, y la historia de los antiguos viajeros, saqueadores y arqueólogos. 
También ha participado en programas de televisión británicos y norteamericanos, fundamentalmente para National Geographic, narrando los intentos experimentales de construir una pirámide y levantar un obelisco.